# Psyche luteipalpis
Psyche luteipalpis är en fjärilsart som beskrevs av Walker 1870. Psyche luteipalpis ingår i släktet Psyche och familjen säckspinnare. Inga underarter finns listade.